# Alonso de Fonseca III.

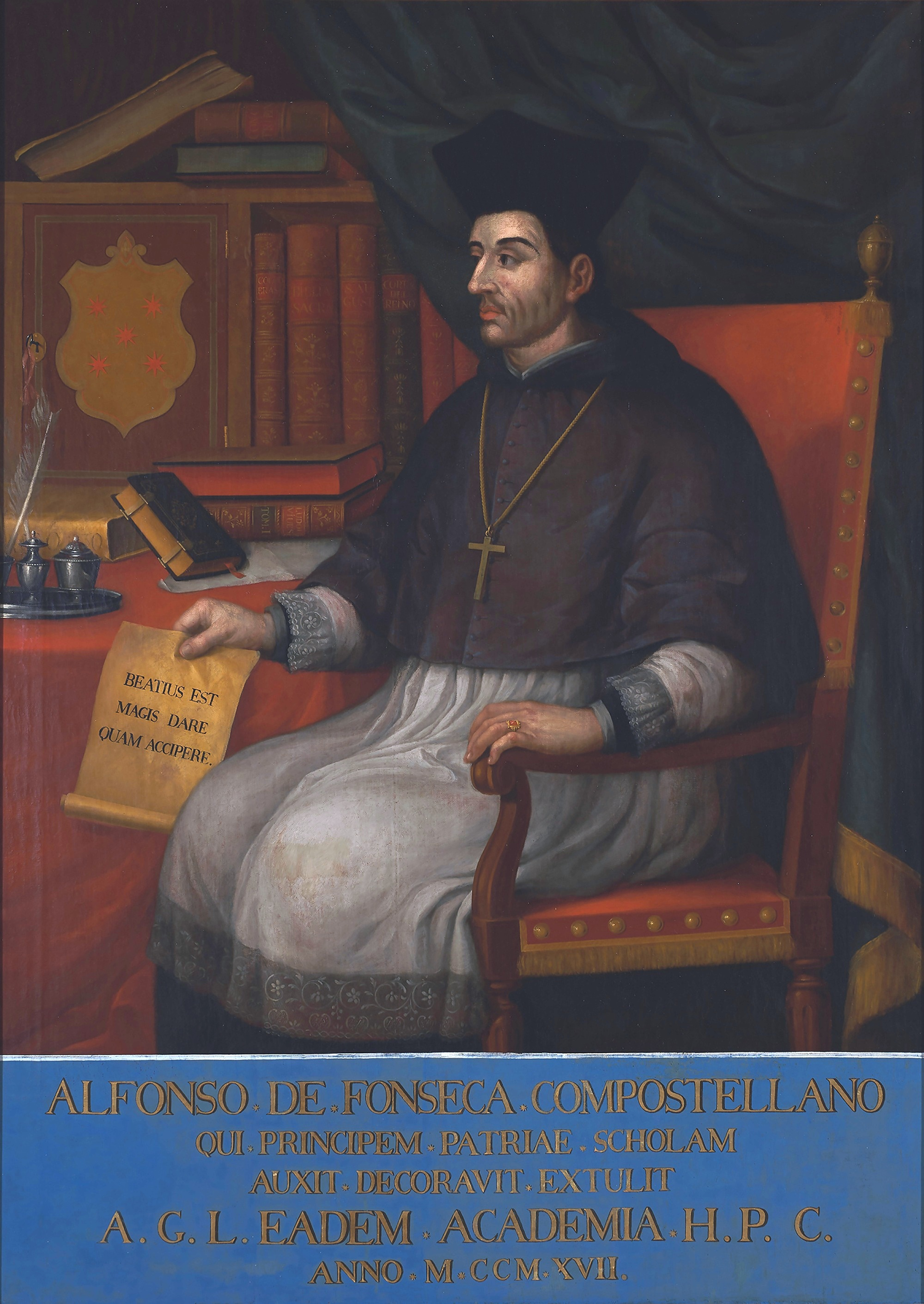
Alonso de Fonseca y Ulloa

Alonso de Fonseca III. oder Alonso de Fonseca y Ulloa (* 1476 in Santiago de Compostela; † 4. Februar 1534 in Toledo) war Kardinal der Katholischen Kirche und Erzbischof von Santiago de Compostela (1507–1523) sowie Erzbischof von Toledo (1523–1534).
Er war der Sohn von Alonso de Fonseca II. und Maria de Ulloa. 1507 folgte er seinem Vater nach dessen Rücktritt im Amt des Erzbischofs von Santiago de Compostela nach. Er war Mitglied der Cortes in Santiago de Compostela unter der Herrschaft von Karl V. Zur Wahl Hadrians VI. zum Papst im Jahr 1522 reiste er nach Rom in den Vatikan. Von Hadrian wurde er dann 1523 als Erzbischof von Toledo eingesetzt. In dieser Funktion taufte er Philipp II., den späteren Monarchen von Spanien und Portugal.
Alonso de Fonseca III. war ein Förderer der Wissenschaften und Künste. Er finanzierte die Gründung des Colexio de San Xerome, einer Hochschule in Santiago de Compostela, und der Hochschule Colegio Mayor de Santiago el Zebedeo in Salamanca. Er unterhielt Briefwechsel mit wichtigen europäischen Denkern und Autoren, denen er auch finanzielle Unterstützung zukommen ließ. Unter anderem korrespondierte er mit Erasmus von Rotterdam, Juan de Oria und Miguel Eguía, dem Übersetzer des Llibre dels àngels. Alonso de Fonseca III. hatte mehrere gemeinsame Kinder mit Juana de Pimentel.